# Florián Červeň
Florián Červeň (3. února 1840 Polsko – 22. února 1928 Bratislava) byl slovenský geograf a historik.
Působil na Slovenském katolickém gymnáziu v Banské Bystrici. Svoje znalosti historika využil při práci na učebnicích pro gymnázia, které sestavoval či překládal a zredigované vydával. Věnoval se též vydávání školských atlasů a map. Vydal například mapu Palestiny a Evropy v době křižáckých výprav. Je též autorem map antického Řecka i Římského impéria. Vydal také školské nástěnné mapy Evropy a Uherska. V roce 1909 byl povýšen do zemanského stavu.
Florián Červeň je jedním ze zakládajících členů Matice slovenské.